# French Frigate Shoals
French Frigate Shoals (en hawaiano Mokupāpapa) son los restos de un atolón medio sumergido en las islas de Sotavento de Hawái. Está situado prácticamente en el medio del archipiélago, a 160 km al noroeste de la isla Necker. Sus coordenadas son: 23°45′N 166°10′O / 23.750, -166.167.

## Geografía

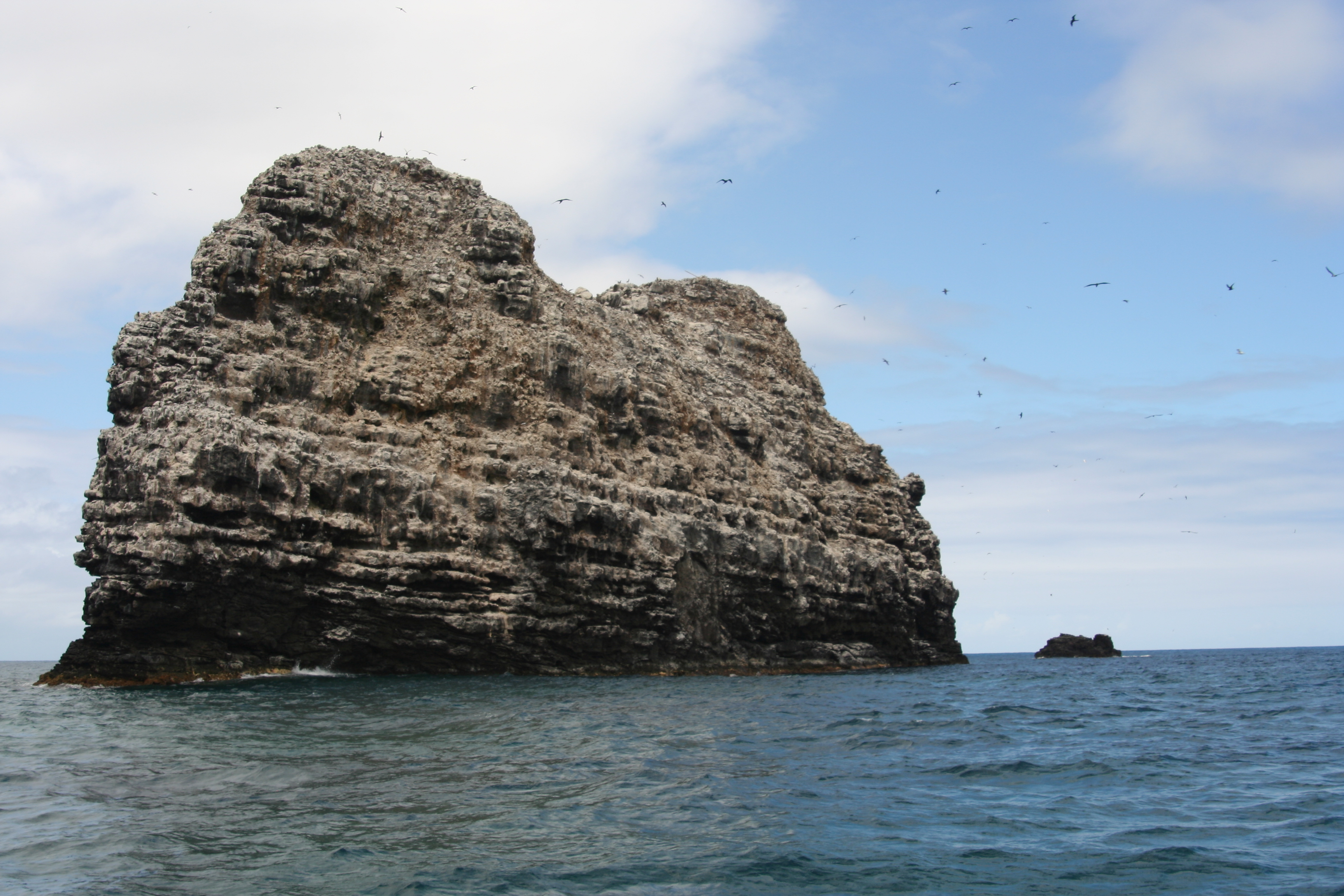
La Perouse Pinnacle.

El atolón tiene forma de media luna de 29 km de largo. Consiste en unos arrecifes rocosos y 12 islotes de arena en la laguna abierta. Destacan Tern Island, Disappearing Island, East Island, Gin Island, Little Gin Island. En el medio hay un pinácuolo de lava de 36 metros de altitud, La Perouse Pinnacle, el único resto del origen volcánico. La superficie total de las tierras emergidas es de 0,25 km², en cambio el área de los arrecifes coralinos ocupa 938 km².
El atolón tiene una gran variedad de aves y una población importante de focas y tortugas. En los arrecifes hay una gran diversidad de peces y algas.

## Historia
French Frigate Shoals, literalmente Bajos de la Fragata Francesa, fue descubierto por el francés Jean-François de La Pérouse, el 6 de noviembre del 1786. Estuvo a punto de encallar las dos fragatas de su expedición, Broussole y Astrolabe, y bautizó el atolón como Basse des Frégates Françaises, pero con el tiempo ha ido alternando el singular y el plural.
En 1859, los Estados Unidos tomaron posesión ante la posibilidad de la explotación del guano, pero a French Frigate Shoals resultó impracticable.
Finalmente, en 1909 entró a formar parte de la reserva de aves de las islas Hawái.
En la Segunda Guerra Mundial los norteamericanos alargaron artificialmente Tern Island para construir una pista de aterrizaje de 1000 metros. Se utilizaba como pista de aterrizaje de emergencia para los vuelos entre Hawái y las islas Midway.